# Nytårsaften (film fra 1999)
|  | Denne artikel er oprettet af botten Steenthbot ud fra en ekstern database. Den kan derfor have sproglige fejl eller mangler. Denne skabelon kan fjernes efter kontrol af indholdet. |

Nytårsaften er en dansk kortfilm fra 1999 instrueret af Louise Friedberg.

## Handling
Mika og Torsten er på vej mod deres sidste nytårsaften sammen. De er ikke længere kærester, men Torsten kan ikke tage sig sammen til at flytte og Mika håber endnu. Nytårsaften er et moderne melodrama om blind kærlighed og skæbnens ironi.

## Medvirkende
- Mads Wille
- Mette K. Madsen
- Susanne Juhasz
- Kasper Gaardsøe